# アート・テイタム
アート・テイタム（Art Tatum、1909年10月13日 - 1956年11月5日）は、アメリカ合衆国のジャズ・ピアニスト。視覚障害者でありながら超絶技巧を誇り、様々なジャンルのピアニストに影響を与えた。

## 来歴
オハイオ州トレド出身。先天的な白内障のため、左目は全盲で、右目もわずかな視力しかなかった。幼い頃から様々な楽器を習い、1920年代後半にはプロのピアニストとして活動を開始する。1929年にはラジオ局のハウス・ピアニストとなり、徐々にその名を浸透させていった。
1932年、アデレイド・ホールという歌手の伴奏ピアニストとしてニューヨークに移る。1933年にはピアノ独奏で4曲を録音、この時の演奏は現在では『An Art Tatum Concert』の再発CDに追加収録されている。その後デッカ・レコードとの契約を得て、多くの演奏を残した。
キャリア初期はピアノ独奏が中心だったが、1940年代にはピアノ、ギター、ベースという編成での演奏も多くなる。晩年はベースとドラムを従えた編成でも活動。1956年8月には、ハリウッド・ボウルで1万6千人以上の観客の前で演奏し、9月にはサックス奏者のベン・ウェブスターと共演。同年11月5日、尿毒症のためロサンゼルスで死亡。

## 評価
テイタムのテクニックは、ジャズ・ピアノの可能性を著しく広げ、多くのミュージシャンに尊敬された。
ウラディミール・ホロヴィッツは、ある晩たまたま、テイタムの出演していたむさくるしいナイトクラブにやってきた。テイタムの演奏テクニックに驚いた彼は、次の日、義父で指揮者のアルトゥーロ・トスカニーニを連れてきたが、トスカニーニもテイタムの演奏に仰天した。テイタムのクラブにはホロヴィッツやトスカニーニのほか、ヴァルター・ギーゼキング等もやってきた。
ファッツ・ウォーラーは、テイタムを「神」と呼び、カウント・ベイシーは「世界の8番目の不思議」と賞賛した。
ステファン・グラッペリは、テイタムの初期のレコードを聴いて、「2人のピアニストの連弾だと思った」と語った。
オスカー・ピーターソンはテイタムからの影響をしばしば公言している。幼い頃に初めてテイタムのレコードを聴いた時、ショックのあまりピアノに近寄れなくなったという。
チャーリー・パーカーはカンザスの田舎から出てきたばかりの若いころ、テイタムのいたクラブの厨房で皿洗いをしていた。テイタムの演奏が始まると、彼は厨房の入り口に行き、じっと演奏を聴いていた。
この節の出典
- 『ピアノ・スターツ・ヒア』国内盤CDライナーノーツ（佐藤秀樹）
- 『クラシック・アーリー・ソロ 1934-1937』国内盤CDライナーノーツ（大和明）
- 音楽CD検定公式ガイドブック上巻 p.162（レコード検定評議会・編、音楽出版社、ISBN 978-4-86171-029-2）

## ディスコグラフィ

### リーダー・アルバム
- Piano Impressions (1945年、ARA/Boris Morros Music Company)
- Piano Solos (1945年、Asch)
- Gene Norman Presents an Art Tatum Concert (1952年、Columbia) ※1949年録音[1][2]
- Art Tatum (1950年、Capitol)
- Footnotes to Jazz, Vol. 2: Jazz Rehearsal, II (1952年、Folkways)
- The Genius of Art Tatum (1954年、Clef)
- Makin' Whoopee (1954年、Verve)
- The Greatest Piano Hits of Them All (1954年、Verve)
- More of the Greatest Piano Hits of All Time, (1955年、Verve)
- Still More of the Greatest Piano Hits of Them All (1955年、Verve)
- Tatum - Carter - Bellson (1955年、Clef)
- 『ザ・テイタム〜ハンプトン〜リッチ・トリオ』 - The Lionel Hampton Art Tatum Buddy Rich Trio (1956年、Clef)
- 『ジ・アート・テイタム・トリオ』 - Presenting the Art Tatum Trio (1956年、Verve)
- 『アート・テイタム〜ベン・ウェブスター・カルテット』 - The Art Tatum - Ben Webster Quartet (1956年、Verve)
- 『アート・テイタム、バディ・デフランコ・クヮルテット』 - The Art Tatum - Buddy DeFranco Quartet (1956年、Verve)

没後のリリース
- 『ジ・アート・オブ・テイタム』 - The Art Of Tatum (1958年、Decca)
- 『アート・テイタムの芸術』 - Art Tatum Discoveries (1960年、20th Fox)
- 『ピアノ・スターツ・ヒア』 - Piano Starts Here (1968年、Columbia)
- Capitol Jazz Classics – Volume 3 Solo Piano (1972年、Capitol)
- God Is in the House (1973年、Onyx)
- Genius of Keyboard (1988年、Giants of Jazz)
- The Complete Capitol Recordings, Vol. 1 (1989年、Capitol)
- The Complete Capitol Recordings, Vol. 2 (1989年、Capitol)
- The Tatum Group Masterpieces, Vol. 6 (1990年、Pablo)
- The Tatum Group Masterpieces, Vol. 7 (1990年、Pablo)
- The Tatum Group Masterpieces, Vol. 4 (1990年、Pablo)
- The Tatum Group Masterpieces, Vol. 2 (1990年、Pablo)
- The Tatum Group Masterpieces, Vol. 3 (1990年、Pablo)
- The Tatum Group Masterpieces, Vol. 1 (1990年、Pablo)
- The Complete Pablo Group Masterpieces (1990年、Pablo)
- The Complete Pablo Solo Masterpieces (1991年、Pablo)
- Standards (1992年、Black Lion)
- 『ザ・V・ディスクス』 - The V-Discs (1992年、Black Lion)
- The Art Tatum Solo Masterpieces, Vol. 1 (1992年、Pablo)
- The Art Tatum Solo Masterpieces, Vol. 2 (1992年、Pablo)
- The Art Tatum Solo Masterpieces, Vol. 3 (1992年、Pablo)
- The Art Tatum Solo Masterpieces, Vol. 4 (1992年、Pablo)
- The Art Tatum Solo Masterpieces, Vol. 5 (1992年、Pablo)
- The Art Tatum Solo Masterpieces, Vol. 6 (1992年、Pablo)
- The Art Tatum Solo Masterpieces, Vol. 7 (1992年、Pablo)
- The Art Tatum Solo Masterpieces, Vol. 8 (1992年、Pablo)
- Complete Capitol Recordings (1997年、Blue Note)